# Michael Parkhurst
Michael Parkhurst (Providence, 24 gennaio 1984) è un ex calciatore statunitense, di ruolo difensore.

## Stastiche

### Presenze e reti nei club
Statistiche aggiornate al 29 marzo 2016.
| Stagione                      | Club                          | Campionato                    | Campionato | Campionato | Coppe nazionali | Coppe nazionali | Coppe nazionali | Coppe continentali | Coppe continentali | Coppe continentali | Altre coppe | Altre coppe | Altre coppe | Totale | Totale |
| Stagione                      | Club                          | Comp                          | Pres       | Reti       | Comp            | Pres            | Reti            | Comp               | Pres               | Reti               | Comp        | Pres        | Reti        | Pres   | Reti   |
| ----------------------------- | ----------------------------- | ----------------------------- | ---------- | ---------- | --------------- | --------------- | --------------- | ------------------ | ------------------ | ------------------ | ----------- | ----------- | ----------- | ------ | ------ |
| 2005                          | New England Revolution        | MLS                           | 31+4       | 0          | -               | -               | -               | -                  | -                  | -                  | -           | -           | -           | 31+4   | 0      |
| 2006                          | New England Revolution        | MLS                           | 30+4       | 0          | -               | -               | -               | -                  | -                  | -                  | -           | -           | -           | 30+4   | 0      |
| 2007                          | New England Revolution        | MLS                           | 25+4       | 1          | USOC            | 1               | 0               | -                  | -                  | -                  | -           | -           | -           | 26+4   | 1      |
| 2008                          | New England Revolution        | MLS                           | 28+2       | 0          | -               | -               | -               | CCL                | 1                  | 0                  | NASL        | 3           | 0           | 32+2   | 0      |
| Totale New England Revolution | Totale New England Revolution | Totale New England Revolution | 114+14     | 1          |                 | 1               | 0               |                    | 1                  | 0                  |             | 3           | 0           | 119+14 | 1      |
| 2008-2009                     | Nordsjaelland                 | SL                            | 16         | 0          | -               | -               | -               | -                  | -                  | -                  | -           | -           | -           | 16     | 0      |
| 2009-2010                     | Nordsjaelland                 | SL                            | 23         | 0          | CD              | 6               | 0               | -                  | -                  | -                  | -           | -           | -           | 29     | 0      |
| 2010-2011                     | Nordsjaelland                 | SL                            | 21         | 0          | CD              | 2               | 0               | UEL                | 2                  | 0                  | -           | -           | -           | 25     | 0      |
| 2011-2012                     | Nordsjaelland                 | SL                            | 30         | 1          | CD              | 3               | 0               | UEL                | 2                  | 0                  | -           | -           | -           | 35     | 1      |
| 2012-dic. 2012                | Nordsjaelland                 | SL                            | 16         | 3          | -               | -               | -               | -                  | -                  | -                  | -           | -           | -           | 16     | 3      |
| Totale Nordsjaelland          | Totale Nordsjaelland          | Totale Nordsjaelland          | 106        | 4          |                 | 11              | 0               |                    | 4                  | 0                  |             |             |             | 121    | 4      |
| gen. 2013-mag. 2013           | Augsburg                      | BL                            | 2          | 0          | -               | -               | -               | UCL                | 6                  | 0                  | -           | -           | -           | 8      | 0      |
| ago. 2013-dic. 2013           | Augsburg                      | BL                            | -          | -          | -               | -               | -               | -                  | -                  | -                  | -           | -           | -           | -      | -      |
| Totale Augsburg               | Totale Augsburg               | Totale Augsburg               | 2          | 0          |                 |                 |                 |                    | 6                  | 0                  |             |             |             | 8      | 0      |
| 2014                          | Columbus Crew                 | MLS                           | 33+2       | 0          | USOC            | 1               | 0               | -                  | -                  | -                  | -           | -           | -           | 34+2   | 0      |
| 2015                          | Columbus Crew                 | MLS                           | 33+5       | 0          | -               | -               | -               | -                  | -                  | -                  | -           | -           | -           | 33+5   | 0      |
| 2016                          | Columbus Crew                 | MLS                           | 3          | 0          | -               | -               | -               | -                  | -                  | -                  | -           | -           | -           | 3      | 0      |
| Totale Columbus Crew          | Totale Columbus Crew          | Totale Columbus Crew          | 69+7       | 0          |                 | 1               | 0               |                    |                    |                    |             |             |             | 70+7   | 0      |
| Totale                        | Totale                        | Totale                        | 291+21     | 5          |                 | 13              | 0               |                    | 11                 | 0                  |             | 3           | 0           | 318+21 | 5      |

### Cronologia presenze e reti in nazionale
| Cronologia completa delle presenze e delle reti in nazionale ― Stati Uniti | Cronologia completa delle presenze e delle reti in nazionale ― Stati Uniti | Cronologia completa delle presenze e delle reti in nazionale ― Stati Uniti | Cronologia completa delle presenze e delle reti in nazionale ― Stati Uniti | Cronologia completa delle presenze e delle reti in nazionale ― Stati Uniti | Cronologia completa delle presenze e delle reti in nazionale ― Stati Uniti | Cronologia completa delle presenze e delle reti in nazionale ― Stati Uniti | Cronologia completa delle presenze e delle reti in nazionale ― Stati Uniti |
| Data                                                                       | Città                                                                      | In casa                                                                    | Risultato                                                                  | Ospiti                                                                     | Competizione                                                               | Reti                                                                       | Note                                                                       |
| -------------------------------------------------------------------------- | -------------------------------------------------------------------------- | -------------------------------------------------------------------------- | -------------------------------------------------------------------------- | -------------------------------------------------------------------------- | -------------------------------------------------------------------------- | -------------------------------------------------------------------------- | -------------------------------------------------------------------------- |
| 9-6-2007                                                                   | Carson                                                                     | Stati Uniti                                                                | 2 – 0                                                                      | Trinidad e Tobago                                                          | Gold Cup 2007 - 1º turno                                                   | -                                                                          |                                                                            |
| 12-6-2007                                                                  | Foxborough                                                                 | Stati Uniti                                                                | 4 – 0                                                                      | El Salvador                                                                | Gold Cup 2007 - 1º turno                                                   | -                                                                          |                                                                            |
| 19-1-2008                                                                  | Carson City                                                                | Stati Uniti                                                                | 2 – 0                                                                      | Svezia                                                                     | Amichevole                                                                 | -                                                                          | 46’                                                                        |
| 19-11-2008                                                                 | Commerce City                                                              | Stati Uniti                                                                | 2 – 0                                                                      | Guatemala                                                                  | Qual. Mondiali 2010                                                        | -                                                                          |                                                                            |
| 23-1-2009                                                                  | Carson                                                                     | Stati Uniti                                                                | 3 – 2                                                                      | Svezia                                                                     | Amichevole                                                                 | -                                                                          | 82’                                                                        |
| 4-7-2009                                                                   | Seattle                                                                    | Stati Uniti                                                                | 4 – 0                                                                      | Grenada                                                                    | Gold Cup 2009 - 1º turno                                                   | -                                                                          | 71’                                                                        |
| 8-7-2009                                                                   | Washington                                                                 | Stati Uniti                                                                | 2 – 0                                                                      | Honduras                                                                   | Gold Cup 2009 - 1º turno                                                   | -                                                                          | 90’                                                                        |
| 11-7-2009                                                                  | Foxborough                                                                 | Stati Uniti                                                                | 2 – 2                                                                      | Haiti                                                                      | Gold Cup 2009 - 1º turno                                                   | -                                                                          | 31’                                                                        |
| 12-10-2010                                                                 | Chester                                                                    | Stati Uniti                                                                | 0 – 0                                                                      | Colombia                                                                   | Amichevole                                                                 | -                                                                          | 46’                                                                        |
| 22-1-2012                                                                  | Glendale                                                                   | Stati Uniti                                                                | 1 – 0                                                                      | Venezuela                                                                  | Amichevole                                                                 | -                                                                          |                                                                            |
| 26-1-2012                                                                  | Panama                                                                     | Panama                                                                     | 1 – 0                                                                      | Stati Uniti                                                                | Amichevole                                                                 | -                                                                          |                                                                            |
| 30-5-2012                                                                  | Washington                                                                 | Stati Uniti                                                                | 1 – 4                                                                      | Brasile                                                                    | Amichevole                                                                 | -                                                                          | 72’                                                                        |
| 3-6-2012                                                                   | Toronto                                                                    | Canada                                                                     | 0 – 0                                                                      | Stati Uniti                                                                | Amichevole                                                                 | -                                                                          | 80’                                                                        |
| 7-9-2012                                                                   | Kingston                                                                   | Giamaica                                                                   | 2 – 1                                                                      | Stati Uniti                                                                | Qual. Mondiali 2014                                                        | -                                                                          |                                                                            |
| 16-10-2012                                                                 | Kansas City                                                                | Stati Uniti                                                                | 3 – 1                                                                      | Guatemala                                                                  | Qual. Mondiali 2014                                                        | -                                                                          |                                                                            |
| 5-7-2013                                                                   | San Diego                                                                  | Stati Uniti                                                                | 6 – 0                                                                      | Guatemala                                                                  | Amichevole                                                                 | -                                                                          |                                                                            |
| 9-7-2013                                                                   | Portland                                                                   | Stati Uniti                                                                | 6 – 1                                                                      | Belize                                                                     | Gold Cup 2013 - 1º turno                                                   | -                                                                          |                                                                            |
| 16-7-2013                                                                  | East Rutherford                                                            | Stati Uniti                                                                | 1 – 0                                                                      | Costa Rica                                                                 | Gold Cup 2013 - 1º turno                                                   | -                                                                          | 90+2’                                                                      |
| 21-7-2013                                                                  | Baltimora                                                                  | Stati Uniti                                                                | 5 – 1                                                                      | El Salvador                                                                | Gold Cup 2013 - Quarti di finale                                           | -                                                                          |                                                                            |
| 24-7-2013                                                                  | Salt Lake City                                                             | Stati Uniti                                                                | 3 – 1                                                                      | Honduras                                                                   | Gold Cup 2013 - Semifinale                                                 | -                                                                          |                                                                            |
| 28-7-2013                                                                  | Chicago                                                                    | Stati Uniti                                                                | 1 – 0                                                                      | Panama                                                                     | Gold Cup 2013 - Finale                                                     | -                                                                          |                                                                            |
| 14-8-2013                                                                  | Sarajevo                                                                   | Bosnia ed Erzegovina                                                       | 3 – 4                                                                      | Stati Uniti                                                                | Amichevole                                                                 | -                                                                          | 80’                                                                        |
| 11-9-2013                                                                  | Columbus                                                                   | Stati Uniti                                                                | 2 – 0                                                                      | Messico                                                                    | Qual. Mondiali 2014                                                        | -                                                                          | 46’                                                                        |
| 1-2-2014                                                                   | Boston                                                                     | Stati Uniti                                                                | 1 – 1                                                                      | Corea del Sud                                                              | Amichevole                                                                 | -                                                                          |                                                                            |
| 2-4-2014                                                                   | New York                                                                   | Stati Uniti                                                                | 2 – 2                                                                      | Messico                                                                    | Amichevole                                                                 | -                                                                          |                                                                            |
| Totale                                                                     |                                                                            | Presenze                                                                   | 25                                                                         |                                                                            | Reti                                                                       | 0                                                                          |                                                                            |

## Palmarès

### Club

#### Competizioni nazionali
- U.S. Open Cup: 2

New England Revolution: 2007
Atlanta United: 2019
- Coppa di Danimarca: 2

Nordsjælland: 2009-2010, 2010-2011
- Campionato danese: 1

Nordsjælland: 2011-2012
- Campionato MLS: 1

Atlanta United: 2018

#### Competizioni internazionali
- Campeones Cup: 1

Atlanta United: 2019

### Nazionale
- Gold Cup: 1

2013